# 王昌 (三國)
王昌（?—?），字公伯，曹魏末期西晋初期人物，妻子是曹彰之女，王式之兄。
王昌为东平相，散骑常侍，早卒。
南北朝及隋唐诗歌里常用王昌事。人称“东家王昌”。常与宋玉并称，乐府诗中的洛阳女儿莫愁倾慕王昌。南朝梁武帝萧衍《河中之水歌》：“洛阳女儿名莫愁。……十五嫁为卢郎妇……人生富贵何所望，恨不早嫁东家王。”王昌在南北朝隋唐诗歌里，身居高位，家住东舍或城东，容貌美丽，借称女子恋人，情郎。唐朝上官仪《和太尉戏赠高阳公》诗：“南国自然胜掌上，东家复是忆王昌。”。钱锺书评价王昌为“只是意中人、望中人，而非身边人、枕边人。”但很多人认为此王昌并非东平相的王昌，而是另有他人。